# 箱根西麓・三島大吊橋
箱根西麓・三島大吊橋（はこねせいろく・みしまおおつりばし）は、静岡県三島市に所在する人道橋の吊橋。日本で2番目に長い人道吊り橋で、愛称は「三島スカイウォーク」。
開通当初から2025年3月までは日本一長い人道吊り橋だった。
長さ400 mで、2015年に開業した。有料の展望施設として橋上から富士山や駿河湾を望むことができ、ミュージアムや飲食店なども併設されている。

## 概要
橋は箱根火山の南西のすそ野にある谷を跨ぐように掛けられ、構造は、長さ400 m、高さ70.6 m、主塔高さ44 m、歩道幅1.6 mである。所在地は、静岡県三島市笹原新田313。
静岡県にてパチンコ店を展開するフジコーが、観光収益と地域貢献を目的として、総工費約40億円をかけて建設した。宮澤俊二フジコー社長が付近を散策中に、景観を生かした誘客施設をつくれないかと発案したことがきっかけだった。
2012年に着工し、2015年12月14日に営業を開始した。大分県九重町にある九重"夢"大吊橋の長さ390 mを抜いて、日本で最も長い歩行者専用の吊橋となった。吊橋の設計は長大、施工は川田工業、造成工事の設計は静岡コンサルタント、施工は山本建設・臼幸産業・中林建設JVである。
橋の上からは西方向の眺望が良く、富士山や駿河湾が望める。対岸にはアスレチックなどの施設がある。夜間（ナイトスカイウォーク除く）は往復できず、また台風など悪天候の場合は営業を中止する。
2015年12月14日の営業開始から2016年3月末までの来場者数は約35万人であった。
2016年9月29日に渡橋者が100万人に達した。
開業から1年間の来場者は約160万人、うち渡橋者は120万人を越えた。

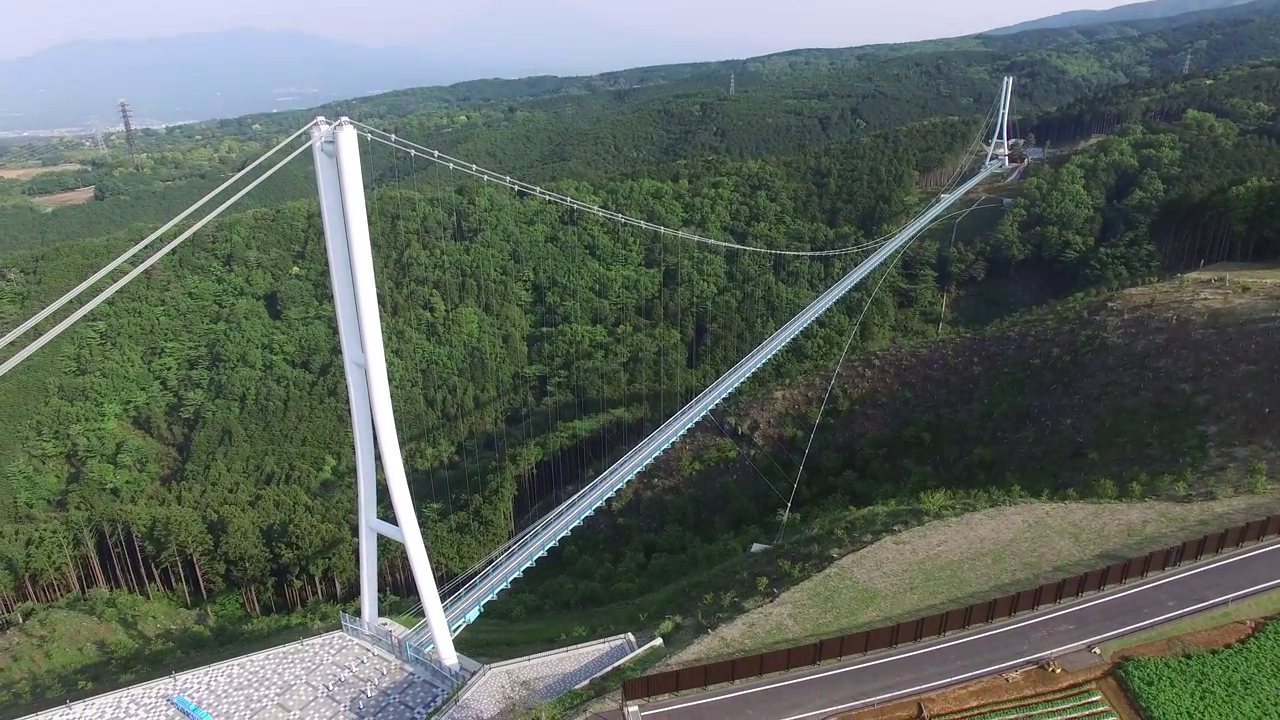
全体像（空撮）

2017年度グッドデザイン賞（土木構造物）、ロングジップスライドが2021年度グッドデザイン賞（商業のための建築・環境）をそれぞれ受賞。